# Riemann-Xi-functie

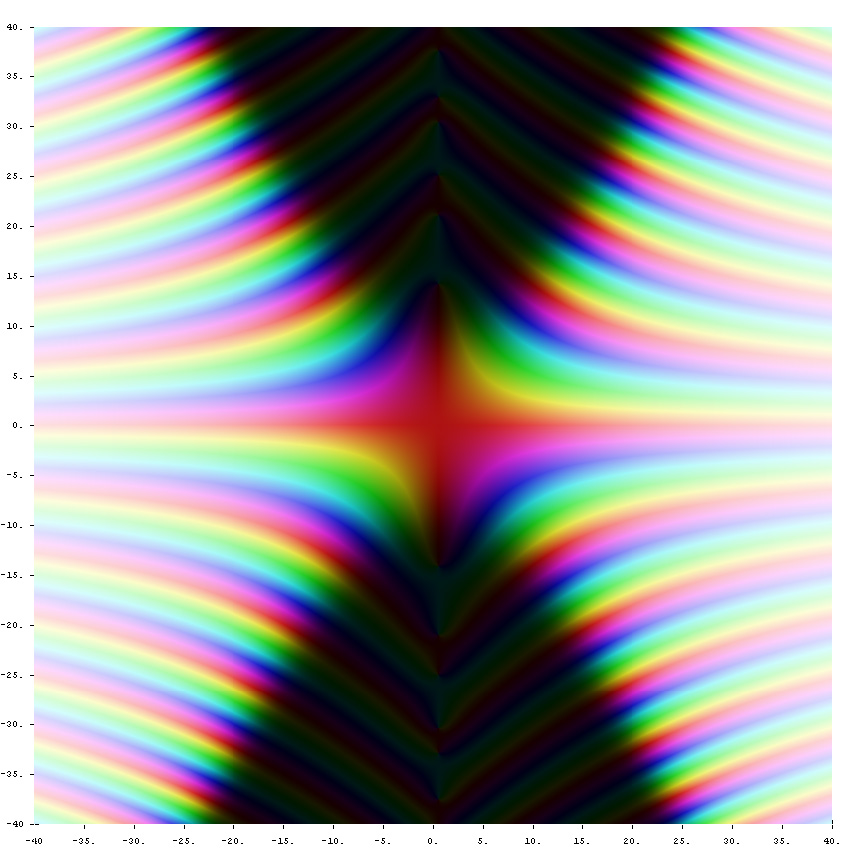
De Riemann-Xi-functie op het complexe vlak. De kleur van een punt codeert de waarde van ; Des te donker de kleur, des te dichter de waarde bij nul zit.

In de analytische getaltheorie, een deelgebied van de wiskunde, is de Riemann-Xi-functie een variant op de Riemann-zèta-functie, vernoemd naar de Duitse wiskundige Bernhard Riemann.

## Definitie
Riemann's oorspronkelijke xi-functie (met een kleine letter ξ) is door Edmund Landau hernoemd naar Xi-functie met een grote letter Ξ. Landau's versie met een kleine letter Xi (ξ) wordt als volgt gedefinieerd:
{\displaystyle \xi (s)={\tfrac {1}{2}}s(s-1)\pi ^{-s/2}\Gamma \left({\tfrac {1}{2}}s\right)\zeta (s)}
waarbij {\displaystyle s\in \mathbb {C} }. De {\displaystyle \zeta (s)} staat voor de Riemann-zèta-functie en de {\displaystyle \Gamma \left(s\right)} staat voor de gammafunctie.
De Xi-functie (Ξ) van Landau wordt als volgt gedefinieerd:
{\displaystyle \Xi (z)=\xi ({\frac {1}{2}}+zi)}
waarbij
{\displaystyle \Xi (-z)=\Xi (z).}

## Waarden
De algemene vorm van de xi-functie voor hele getallen gaat als volgt:
{\displaystyle \xi (2n)=(-1)^{n+1}{\frac {n!}{(2n)!}}B_{2n}2^{2n-1}\pi ^{n}(2n-1)}
waarin Bn staat voor het n-ste bernoulligetal. Bijvoorbeeld
{\displaystyle \xi (2)={\frac {\pi }{6}}}

## Reeksontwikkeling
De functie heeft de reeksontwikkeling
{\displaystyle {\frac {d}{dz}}\ln \xi \left({\frac {-z}{1-z}}\right)=\sum _{n=0}^{\infty }\lambda _{n+1}z^{n},}
waarbij
{\displaystyle \lambda _{n}={\frac {1}{(n-1)!}}\left.{\frac {d^{n}}{ds^{n}}}\left[s^{n-1}\log \xi (s)\right]\right|_{s=1}=\sum _{\rho }\left[1-\left(1-{\frac {1}{\rho }}\right)^{n}\right],}